# Microstylum lucifer
Microstylum lucifer là một loài ruồi trong họ Asilidae. Microstylum lucifer được Bromley miêu tả năm 1930. Loài này phân bố ở vùng nhiệt đới châu Phi.